# Steganotaenia commiphoroides
Steganotaenia commiphoroides là một loài thực vật có hoa thuộc họ Apiaceae.
Loài này có ở Ethiopia và Somalia.